# 球面幾何学

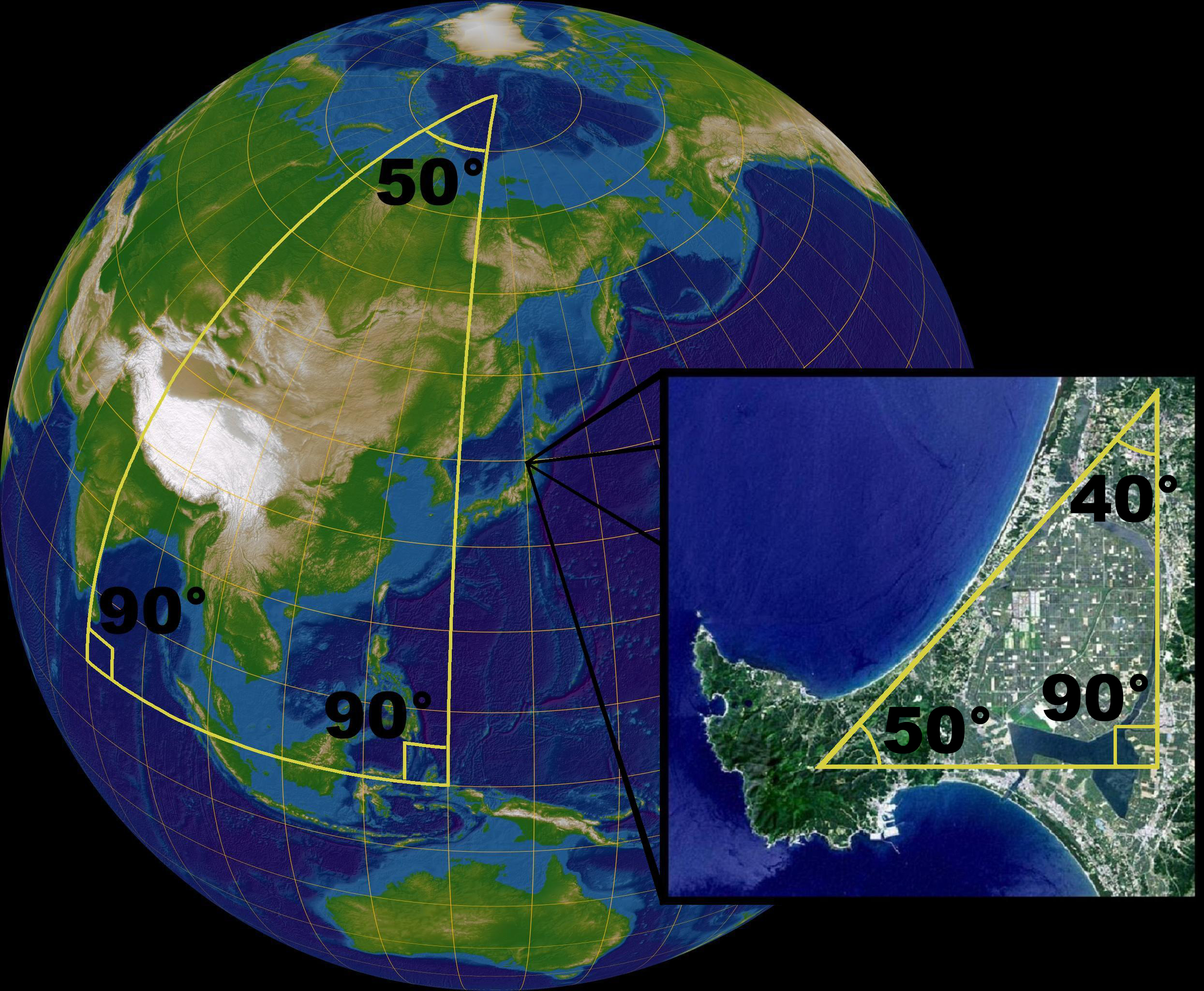
地球を例にすると、球面にある三角形の内角の和は180度にならない。球面のうちの狭い範囲だと、内角の和は180度に近づく。

球面幾何学（きゅうめんきかがく、英語: spherical geometry）とは、幾何学の分野の一つであり、現在では非ユークリッド幾何学に分類される楕円幾何学の特殊なもの（球面での楕円幾何学）と認識されている。
アッバース朝時代のシリアの天文学者バッターニーがこれを利用して天文観測を行った。

## 用語の定義
- 球面の表面上の任意の点を点とする。
- 球の大円を直線とする。
- 2点を通る直線はその2点が球の中心に対して対称の位置にない限り一意的に定まる。
- 2つの大円が交わる角度を2直線の角度とする。

## 球面幾何学の性質
- 球面上では平行な直線は存在せず、すべての直線は2点で交わる。
  - 2本の緯線は交わらない平行な2直線にみえるかもしれないが、球面において2点を決定する直線は大円になるので、緯線は（赤道を除いて）球面上での直線とはいえない。
- 劣弧に制限すれば、三角形の内角の和は常に180度より大きく540度 (3×180°) より小さくなる。
- 同一球面上にある三角形の面積比は、内角の和の180度からの超過分[注釈 1]の比である（例えば、内角の和が190度の三角形と、内角の和が200度の三角形の面積比は、(190−180):(200−180) = 10:20 = 1:2 である。）。
- 同一球面上には合同を除く相似な図形は存在しない（3角が等しい場合、内角の和が等しくなり、面積が等しくなる。）。
- 球面上における円の円周率はπより小さい。
  - 地球を例にとり半径を r とすると、例えば赤道の円周は 2πr になる。一方球面上の円としての赤道の半径は北極点から赤道までの球面上での直線距離(大円)になる。直径はその2倍なので πr になる。よって円周率（円周÷直径）は2になる。南半球の緯線を、北極点を中心とした球面上の円とみなすと、円周率は2よりもさらに小さくなる。結局、球面上での円周率は、直径によって 0 <（円周率）< π の値をとる[1]。